# Svarttjärnen (Borgviks socken, Värmland)
Svarttjärnen är en sjö i Grums kommun i Värmland och ingår i Göta älvs huvudavrinningsområde.